# Gare de Baudrecourt
La gare de Baudrecourt est une ancienne gare ferroviaire française de la ligne de Réding à Metz-Ville, située au nord-est du bourg centre de la commune de Baudrecourt, dans le département de la Moselle, en région Grand Est.
Elle est mise en service en 1877 par la Direction générale impériale des chemins de fer d'Alsace-Lorraine (EL). Elle est fermée dans la deuxième moitié du XXe siècle, et son ancien bâtiment voyageurs est détruit durant les années 2000 lors de la réalisation du raccordement de la LGV Est.

## Situation ferroviaire
Établie à 230 mètres d'altitude, la gare de Baudrecourt est située au point kilométrique (PK) 124,447 de la ligne de Réding à Metz-Ville entre les gares de Brulange (fermée) et de Rémilly (ouverte). En direction de Brulange, au PK 121,236, s'intercale la halte fermée de Lesse.

## Histoire
La création d'une section de ligne entre Rémilly et Berthelming pour faciliter les relations entre les places fortes de Metz et Strasbourg est étudiée par l'administration française en 1857, intégrée dans un projet de liaison ferroviaire entre Lille et Strasbourg. La Guerre franco-allemande de 1870, avec pour conséquence l'annexion de l'Alsace-Lorraine en 1871, fait qu'il devient l'un des premiers projets de ligne de la zone annexée à être totalement étudié et réalisé par la Direction générale impériale des chemins de fer d'Alsace-Lorraine (EL). Le projet de tracé produit en 1873 prévoit une station vers Baudrecourt. La ligne est déclarée d'utilité publique le 9 janvier 1874, et les enquêtes pour l'expropriation des parcelles utiles aux constructions sont entreprises d'octobre 1874 à novembre 1875. Les premiers chantiers ouvrent dès 1874.

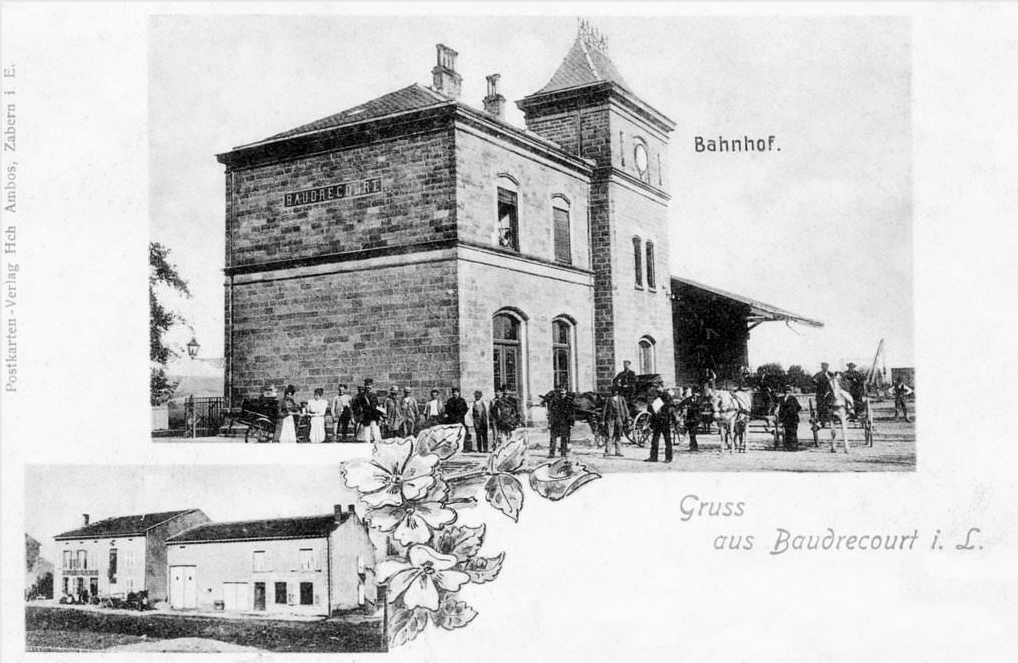
La gare, vers 1900.

La station de Baudrecourt est mise en service le 10 décembre 1877 par la Direction générale impériale EL, lorsqu'elle ouvre à l'exploitation la section à double voie entre les gares de Rémilly et de Berthelming.
Le 19 juin 1919, la gare entre dans le réseau de l'Administration des chemins de fer d'Alsace et de Lorraine (AL), à la suite de la victoire française lors de la Première Guerre mondiale.
Le 4 septembre 1923 un décret décide de la conservation des terrains permettant le prolongement des voies en cul-de-sac numéros 5a et 4 et leurs réalisations.
Après la nouvelle annexion allemande de l'Alsace-Lorraine, c'est la Deutsche Reichsbahn qui gère la gare pendant la Seconde Guerre mondiale, du 1er juillet 1940 jusqu'à la Libération (en 1944 – 1945).
La gare est principalement utilisée par des voyageurs allant travailler à Metz, avant sa fermeture dans la deuxième moitié du XXe siècle, vers 1973 ou 1982.
La construction du raccordement de Baudrecourt, reliant la ligne à grande vitesse Est européenne à la ligne classique de Réding à Metz-Ville, a entraîné la démolition du bâtiment voyageurs. Ce raccordement a été utilisé du 10 juin 2007 au 2 juillet 2016 par tous les TGV Paris – Strasbourg et au-delà (la LGV Est ayant été mise en service en deux phases).